# Soul of a New Machine
Soul of a New Machine — дебютный студийный альбом американской метал-группы Fear Factory, выпущенный 25 августа 1992 года. Альбом был переиздан 5 октября 2004 года в диджипаке, вместе с EP Fear Is the Mindkiller.
Soul of a New Machine является концептуальным и, по словам Дино Касареса, посвящён сотворению человека-машины. Эта тема прослеживается также и в дальнейшем творчестве.
По своему тяжёлому звучанию альбом напоминает группы Napalm Death и Godflesh. В некотором роде Soul of a New Machine можно назвать новаторским, так как на нём, кроме традиционного для дэт-метала гроулинга, был использован чистый вокал.

Несмотря на основную концепцию альбома «человек против машины», Soul of a New Machine содержит также песни и на другие темы. «Martyr» посвящена скучному образу жизни; «Leechmaster» и «Manipulation» — связям с проститутками; «Scapegoat» — несправедливому обвинению; «Crisis» — антивоенному движению; «Crash Test» — опытам над животными; а «Suffer Age» — серийному убийце Джону Уэйну Гэйси.
Эндрю Шивес играл с группой только на концертах, а все басовые партии были записаны Дино Касаресом.

## Список композиций
| №   | Название                 | Длительность |
| --- | ------------------------ | ------------ |
| 1.  | «Martyr»                 | 4:06         |
| 2.  | «Leechmaster»            | 3:54         |
| 3.  | «Scapegoat»              | 4:33         |
| 4.  | «Crisis»                 | 3:45         |
| 5.  | «Crash Test»             | 3:46         |
| 6.  | «Flesh Hold»             | 2:31         |
| 7.  | «Lifeblind»              | 3:51         |
| 8.  | «Scumgrief»              | 4:07         |
| 9.  | «Natividad»              | 1:04         |
| 10. | «Big God/Raped Souls»    | 2:38         |
| 11. | «Arise Above Oppression» | 1:51         |
| 12. | «Self Immolation»        | 2:46         |
| 13. | «Suffer Age»             | 3:40         |
| 14. | «W.O.E.»                 | 2:33         |
| 15. | «Desecrate»              | 2:35         |
| 16. | «Escape Confusion»       | 3:58         |
| 17. | «Manipulation»           | 3:29         |

## Участники записи
- Бертон К. Белл − вокал
- Дино Касарес − бас-гитара, гитара, микширование
- Раймонд Эррера − ударные